# John Storrs
John Henry Bradley Storrs (* 25. Juni 1885 in Chicago, Illinois; † 26. April 1956 in Mer (Loir-et-Cher), Frankreich) war ein US-amerikanischer Bildhauer, Maler und Grafiker des Modernismus. Er ist vor allem für seine Art-déco-Skulpturen bekannt.

## Leben
John Storrs wurde 1885 in Chicago als Sohn des Architekten David William Storrs geboren. Er erhielt seine künstlerische Ausbildung in den Vereinigten Staaten und in Frankreich. 1913 studierte er bei Auguste Rodin in Paris. Während der 1910er- und 1920er-Jahre pendelte er zwischen seiner Heimatstadt Chicago und Paris, wo er in Kontakt mit avantgardistischen Künstlerkreisen stand. In dieser Zeit entwickelte er eine eigenständige Bildhauersprache, die sich deutlich von den akademischen Traditionen seiner Zeit abhob. Ab etwa 1921 ließ sich die Familie in Mer, Frankreich, auf dem Château de Chantecaille nieder. Im Jahr 1923 stellte Storrs in einer Einzelausstellung bei der von Katherine Dreier gegründeten Société Anonyme Inc. in New York aus. Diese Präsentation festigte seine Stellung innerhalb der internationalen Avantgarde. Während seines Aufenthalts in New York lernte er unter anderem Marcel Duchamp, Man Ray und Joseph Stella kennen, mit denen er freundschaftlich verbunden blieb. Zugleich prägte ihn die städtische Architektur Manhattans, insbesondere die zeitgenössischen Wolkenkratzer, die in Europa noch weitgehend unbekannt waren. Viele seiner Arbeiten dieser Phase fasste Storrs unter dem Titel Studies in Architectural Forms zusammen. Es handelt sich um abstrahierende Skulpturen in Metallen wie Aluminium, Messing und Kupfer, die Architekturformen nachempfunden sind und zugleich die Dynamik der maschinellen Moderne verkörpern. Diese Werke gelten als Vorläufer minimalistischer Tendenzen in der Kunst der 1960er- und 1970er-Jahre. John Storrs verbrachte sein späteres Leben überwiegend in Frankreich. Er starb 1956 in Mer (Loir-et-Cher).

## Werk
John Storrs zählt zu den Pionieren des amerikanischen Modernismus. Seine frühen Skulpturen aus den 1910er und frühen 1920er Jahren zeichneten sich durch geometrische, architekturhafte Formen aus. Sie waren vom Kubismus, Futurismus und Vortizismus beeinflusst und setzten sich mit ästhetischen Maschinenmotiven auseinander. Besonders markant war seine Verwendung von Materialien wie Aluminium, Kupfer und Bronze sowie seine Gestaltung in Form von „Studies in Form“ oder „Forms in Space“, die an Wolkenkratzer oder säulenartige Strukturen erinnerten – typische Merkmale des Art déco. Wichtige Einflüsse auf seine Arbeit waren die Architekten Louis Sullivan und Frank Lloyd Wright, deren Formensprache er in seine Skulpturen übernahm. Besonders die an Pfeiler und Baukörper erinnernden abstrakten Kompositionen spiegeln architektonische Elemente wider. Seine zwischen 1917 und Anfang der 1920er Jahre entstandenen Werke aus Stein zeigen sowohl figurale als auch abstrakte Tendenzen und stehen stilistisch in der Nähe zur Entwicklung des Art déco. Berühmt wurde seine Skulptur Ceres (1928–1930), die das Board-of-Trade-Gebäude in Chicago bekrönte. Ab den 1930er Jahren wandte er sich verstärkt der abstrakten Malerei sowie grafischen Arbeiten wie Holzschnitten zu.